# Élections sénatoriales de 1989 à Wallis-et-Futuna
L'élection sénatoriale de 1989 à Wallis-et-Futuna a lieu le 24 septembre 1989. Elle a pour but d'élire le sénateur représentant le territoire de Wallis-et-Futuna pour un mandat de neuf années. Soséfo Makapé Papilio est réélu face au candidat de gauche Mikaele Hoatau.

## Contexte local
Soséfo Makapé Papilio (RPR) est élu sénateur de Wallis-et-Futuna lors de l'élection sénatoriale de 1971, et réélu à l’élection sénatoriale de 1980.  
Par rapport au scrutin de 1980, tous les effectifs du collège électoral des grands électeurs sont renouvelés, avec l'élection législative partielle de 1989 et les élections territoriales de 1987. 
| Sénateur | Sénateur              | Parti | Fonctions lors de l'élection en 1980 |
| -------- | --------------------- | ----- | ------------------------------------ |
|          | Soséfo Makapé Papilio | RPR   | Sénateur sortant                     |

## Mode de scrutin
L’unique sénateur de Wallis-et-Futuna est élu pour un mandat de neuf ans au scrutin majoritaire à deux tours par les 21 grands électeurs du territoire.

## Candidats
| Candidats | Candidats             | Parti | Principale fonction                |
| --------- | --------------------- | ----- | ---------------------------------- |
|           | Mikaele Hoatau        | MRG   | Membre de l'Assemblée territoriale |
|           | Soséfo Makapé Papilio | RPR   | Sénateur sortant                   |

## Résultats
|                | Soséfo Makapé Papilio | RPR            | 13 | 61,90  |  |  |
|                | Mikaele Hoatau        | MRG            | 8  | 38,10  |  |  |
|                |                       |                |    |        |  |  |
| Inscrits       | Inscrits              | Inscrits       | 21 | 100,00 |  |  |
| Abstentions    | Abstentions           | Abstentions    | 0  | 0,00   |  |  |
| Votants        | Votants               | Votants        | 21 | 100,00 |  |  |
| Blancs ou nuls | Blancs ou nuls        | Blancs ou nuls | 0  | 0,00   |  |  |
| Exprimés       | Exprimés              | Exprimés       | 21 | 100,00 |  |  |